# Ophiostoma brunneociliatum
Ophiostoma brunneociliatum är en svampart som beskrevs av Math.-Käärik 1954. Ophiostoma brunneociliatum ingår i släktet Ophiostoma och familjen Ophiostomataceae.  Arten är reproducerande i Sverige. Inga underarter finns listade i Catalogue of Life.